# Hunteria
Genre
Hunteria est un genre de plantes à fleurs appartenant à la famille des Apocynaceae, décrit pour la première fois en 1824 par William Roxburgh. 

## Liste d'espèces
Selon Catalogue of Life (24 juillet 2017) :
- Hunteria ballayi Hua
- Hunteria camerunensis K.Schum. ex Hall. fil.
- Hunteria congolana Pichon
- Hunteria densiflora Pichon
- Hunteria ghanensis J.B. Hall & A.J.M. Leeuwenberg
- Hunteria hexaloba (Pichon) E. Omino
- Hunteria macrosiphon E. Omino
- Hunteria myriantha E. Omino
- Hunteria oxyantha E. Omino
- Hunteria simii (Stapf) H. Huber
- Hunteria umbellata (K.Schum.) Hall. fil.
- Hunteria zeylanica (Retz.) Gardner ex Thwaites

Selon World Checklist of Selected Plant Families (WCSP) (24 juillet 2017) :
- Hunteria ballayi Hua (1902)
- Hunteria camerunensis K.Schum. ex Hallier f. (1899)
- Hunteria congolana Pichon, Bol. Soc. Brot., sér. 2 (1953)
- Hunteria densiflora Pichon (1953)
- Hunteria ghanensis J.B.Hall & Leeuwenb. (1979)
- Hunteria hexaloba (Pichon) Omino (1996)
- Hunteria macrosiphon Omino (1996)
- Hunteria myriantha Omino (1996)
- Hunteria oxyantha Omino (1996)
- Hunteria simii (Stapf) H.Huber (1962)
- Hunteria umbellata (K.Schum.) Hallier f. (1899)
- Hunteria zeylanica (Retz.) Gardner ex Thwaites (1860)

Selon NCBI (24 juillet 2017) :
- Hunteria eburnea
- Hunteria umbellata
- Hunteria zeylanica

Selon The Plant List (24 juillet 2017) :
- Hunteria ballayi Hua
- Hunteria camerunensis K.Schum. ex Hallier f.
- Hunteria congolana Pichon
- Hunteria densiflora Pichon
- Hunteria ghanensis J.B.Hall & Leeuwenb.
- Hunteria hexaloba (Pichon) Omino
- Hunteria macrosiphon Omino
- Hunteria myriantha Omino
- Hunteria oxyantha Omino
- Hunteria simii (Stapf) H.Huber
- Hunteria umbellata (K.Schum.) Hallier f.
- Hunteria zeylanica (Retz.) Gardner ex Thwaites

Selon Tropicos (24 juillet 2017) (Attention liste brute contenant possiblement des synonymes) :
- Hunteria africana K. Schum.
- Hunteria ambiens K. Schum.
- Hunteria atrovirens G. Don
- Hunteria atroviridis Wall.
- Hunteria ballayi Hua
- Hunteria breviloba Hallier f.
- Hunteria camerunensis K. Schum. ex Hallier f.
- Hunteria congolana Pichon
- Hunteria coriacea Wall.
- Hunteria corymbosa Roxb.
- Hunteria cuspidata Wall.
- Hunteria densiflora Pichon
- Hunteria eburnea Pichon
- Hunteria elliotii (Stapf) Pichon
- Hunteria eugeniaefolia Wall.
- Hunteria fascicularis Wall.
- Hunteria ghanensis J. B. Hall & Leeuwenb.
- Hunteria gracilis Wall.
- Hunteria hexaloba (Pichon) Omino
- Hunteria lanceolata Wall.
- Hunteria legocii Livera
- Hunteria macrosiphon Omino
- Hunteria mayumbensis Pichon
- Hunteria myriantha Omino
- Hunteria oxyantha Omino
- Hunteria pleiocarpa Hallier f.
- Hunteria pycnantha K. Schum.
- Hunteria rostrata (Benth.) Hallier f.
- Hunteria roxburghiana Wight
- Hunteria simii (Stapf) H. Huber
- Hunteria sundana Miq.
- Hunteria umbellata (K. Schum.) Hallier f.
- Hunteria zeylanica (Retz.) Gardner ex Thwaites